# Walther Harich
Walther Harich, född 30 januari 1888 i Mohrungen, död 14 december 1931 i Wuthenow, var en tysk skriftställare och litteraturhistoriker, främst känd som utgivare av E. T. A. Hoffmanns samlade verk.
Harich blev 1914 doktor på en avhandling om E. T. A. Hoffmann. Under första världskriget tjänstgjorde han inom artilleriet i Baltikum, därefter som pressofficer på västfronten. Efter 1920 bodde Harich i München där han bl.a. lärde känna Thomas Mann.
Förutom utgivandet av Hoffmanns samlade verk skrev Harich biografier om denne, samt om Jean Paul, men även elva romaner (vilka dock i stort sett är bortglömda - orättvist enligt somliga).